# Europäischer Telefonnummerierungsraum
Der Europäische Telefonnummerierungsraum (engl. European Telephony Numbering Space, ETNS) war ein Telefonnummernbereich für Europa. Er bestand parallel zu den Vorwahlen für jedes Land und diente zur Bereitstellung europaweiter Telefonnummern für international operierende Unternehmen, Dienste und Einzelpersonen.
Der ETNS begann im Jahr 2001 und wurde zu Beginn des Jahres 2010 eingestellt. Die Vorwahl +388-3, die von der Internationalen Fernmeldeunion ITU in der Empfehlung E.164 für Europa vergeben wurde, wurde für Ende 2010 zurückgefordert.

## Beteiligte Länder
Folgende Länder waren am ETNS beteiligt:
Belgien, Bulgarien, Dänemark, Deutschland, Finnland, Frankreich, Griechenland, Irland, Italien, Kroatien, Luxemburg, Niederlande, Norwegen, Österreich, Polen, Portugal, Schweden, Schweiz, Slowakei, Slowenien, Spanien, Tschechien, Vereinigtes Königreich, Zypern.

## ETNS-Dienste
Es standen vier ETNS-Dienste zur Verfügung:
| Dienst                                                      | Vorwahl-Gruppenkennung-Dienstcode |
| ----------------------------------------------------------- | --------------------------------- |
| Öffentliche Dienste (Public Service Application, PSA)       | +388-3-1                          |
| Kundendienstanwendungen (Customer Service Application, CSA) | +388-3-3                          |
| Firmennetze (Corporate Network, CN)                         | +388-3-5                          |
| Persönliche Nummern (Personal Numbering, Personal)          | +388-3-7                          |

### Öffentliche Dienste +388-3-1
Hierunter fielen gemeinnützige und gemeinschaftsbezogene Dienste für die allgemeine Öffentlichkeit, die ihrem Wesen nach europaweit ausgelegt sind; gewinnorientierte oder auf Konkurrenz ausgerichtete Anwendungen fielen unter den Nummernbereich für Kundendienstanwendungen. Öffentliche Dienste wurden durch den Dienstcode 1 gekennzeichnet, der dem ETNS-Code folgte. Auf den Dienstcode folgte die dreistellige Rufnummer. Der Dienstkennungscode 1 in Verbindung mit einer kurzen Nummer soll dafür sorgen, dass man sich diese Nummern einfach merken kann.
Format: 00-3883-1-XXX

### Kundendienstanwendungen +388-3-3
Dieser Bereich war Kunden von Unternehmen und anderen Organisationen, einschließlich gemeinnütziger Organisationen vorbehalten.
Zu den Kundendienstanwendungen gehörten unter anderem:
- Absatzvorbereitung und Verkaufsförderung
- Vertrieb
- Kundendienst und Kundenpflege
- Händlerunterstützung
- internationale und zwischenstaatliche Dienste

Kundendienstanwendungen wurden durch den Dienstcode 3 gekennzeichnet, der dem ETNS-Code folgte. Auf den Dienstcode folgte die siebenstellige Rufnummer.
Format: 00-3883-3-XXX-XXXX

### Firmennetze +388-3-5
Diese Dienstkategorie war für Unternehmen und andere Organisationen gedacht, einschließlich gemeinnütziger und staatlicher Organisationen. Die Kategorie „Firmennetze“ sollte es den Organisationen ermöglichen, ihre Netze, beispielsweise virtuelle private Netze (VPN), auf den Nummernraum 3883 abzubilden. Sie dienten nicht für Kundendienstanwendungen oder für den Einsatz durch Einzelpersonen. Firmennetze wurden durch den Dienstcode 5 gekennzeichnet, der dem ETNS-Code folgte. Auf den Dienstcode folgte eine neunstellige Rufnummer.
Format: 00-3883-5-XXX-XXX-XXX.
Der Umfang des zugeteilten Nummernblocks sollte von der Größe der beantragenden Organisation abhängen.

### Persönliche Nummern +388-3-7
Dieser Bereich war für die private und geschäftliche Nutzung durch Einzelpersonen gedacht. Die persönlichen Nummern wurden durch den Dienstcode 7 gekennzeichnet, der dem ETNS-Code folgte. Auf den Dienstcode folgte eine neunstellige Rufnummer.
Format: 00-3883-7-XXX-XXX-XXX.

## Technik
Eine Europäische Rufnummer konnte man bei Netzbetreibern beantragen. Diese richteten auch die Anrufweiterleitung auf eine Rufnummer in Europa ein, z. B. auf ein Callcenter oder eine Mobilfunknummer. Die Kosten für einen Anruf innerhalb Europas zu einer +3883-Rufnummer sollten identisch mit den Kosten für ein nationales Ferngespräch sein, die Kosten für die Anrufweiterschaltung sollte der Inhaber der Europäischen Rufnummer tragen. Der Rufnummernraum wurde von der NeuStar, Inc. verwaltet.

## Technische Umsetzung
Obwohl die Vorwahl bereits im Jahr 2000 offiziell eingeführt wurde, bot laut einer Umfrage der c’t im Januar 2005 kein deutschsprachiger Netzbetreiber +3883-Rufnummern an. Auch die Erreichbarkeit aus seinem Netz, wenn Anschlüsse mit der Vorwahl in anderen Netzen erreicht werden sollten, konnte kein Netzbetreiber garantieren.
Im Juli 2005 wurde vom Electronic Communications Committee (ECC) entschieden, alle Aktivitäten als Administrator des European Telephone Numbering Space auszusetzen, bis die identifizierten Schwächen des ETNS gelöst sind. Diese Entscheidung wurde getroffen, da das ECC mit neuen Anforderungen auf dem Telekommunikationsmarkt konfrontiert war und keine eigene Möglichkeit sah, die damalige Situation des ETNS zu ändern. Wären die erkennbaren Schwächen (z. B. Mangel an kommerziellen Interconnection-Arrangements und von Marktnachfrage) gelöst worden, wäre seitens des ECC die ETNS-Administrationsfunktion wieder aufgenommen worden. Im Januar 2010 wurde der ETNS jedoch eingestellt.